# Compact Disc
Die Compact Disc (kurz CD, englisch für kompakte Scheibe) ist ein optischer Datenträger, der Anfang der 1980er Jahre als erster digitaler Tonträger von Philips/PolyGram und Sony in Zusammenarbeit mit dem Chemiekonzern Bayer eingeführt wurde und die Schallplatte ablösen sollte. Von den späten 1990er Jahren bis in die früheren 2010er Jahre war die Compact Disc einer der meistgenutzten Audio- und Datenträger. Später wurde sie durch DVDs, USB-Sticks, MP3-Player und Cloudspeicher zunehmend abgelöst.
Bei Einführung einfach als CD bezeichnet, kamen mit jeder weiteren Nutzungsmöglichkeit neue Bezeichnungen hinzu (z. B. CD-ROM, VCD, CD-i), wobei dem originären Tonträger die Bezeichnung Audio-CD zugeteilt wurde. Wegen der immer weniger gesellschaftstauglichen Menge an einzelnen Bezeichnungen setzte sich mit der Zeit die einfache Urbezeichnung CD endgültig für alle Formate durch.

## Geschichte

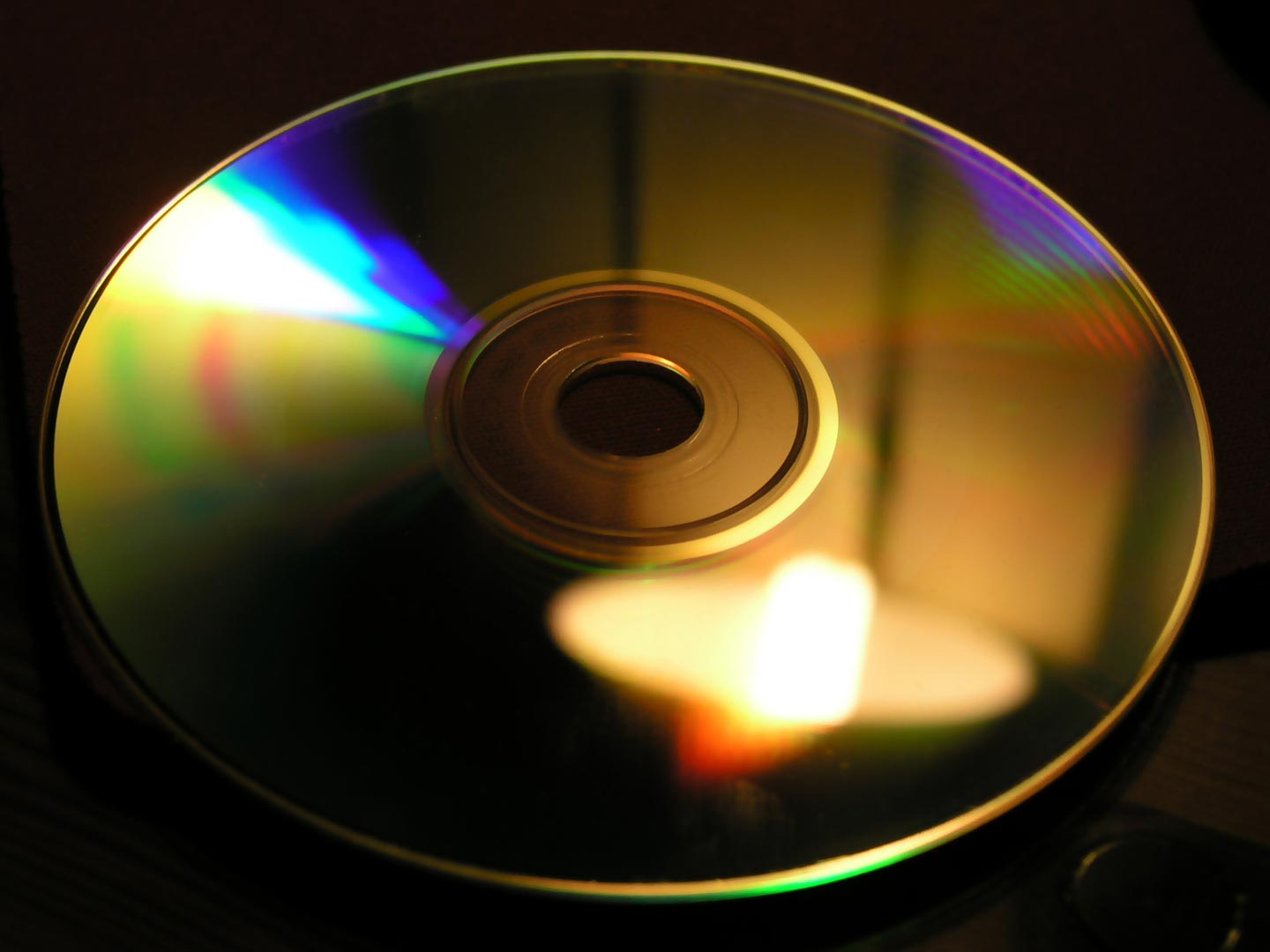
Eine Compact Disc (CD)

Allgemeine Struktur von Polycarbonaten. R steht für den Rest der zur Synthese eingesetzten, kleineren Moleküle. Das n zeigt an, dass sich der gekennzeichnete Abschnitt n-Fach wiederholt (im Fall von Polymeren sehr oft)

## Herstellung
CDs bestehen aus Polycarbonat sowie einer dünnen Metallschicht (z. B. Aluminiumbedampfung) mit Schutzlack und Druckfarben. Sie werden – im Gegensatz zu Schallplatten – nicht gepresst, sondern in Spritzgussmaschinen in Form auf die Vater-Matrize gespritzt. Die Anlagen zur Herstellung optischer Datenträger werden Replikationslinie genannt.

## Funktionsweise
Die Informationen der CD, das sogenannte „Programm“, sind auf einer spiralförmig nach außen verlaufenden Spur angeordnet; sie belegen maximal 85 % der CD-Gesamtfläche. Der Programmbereich reflektiert Licht mit deutlichen Farberscheinungen wegen seiner Mikrostruktur, den Pits. Länge und Abstand dieser kleinen Vertiefungen bilden einen seriellen digitalen Code, der die gespeicherte Information repräsentiert. Auf einer Audio-CD können maximal 99 Musiktitel gespeichert werden; dazu hat jede Scheibe ein Inhaltsverzeichnis (TOC, table of contents) und einen der Information eingelagerten Zeitcode. Texteinblendungen und weitergehende Informationen können optional aufgebracht werden. Die Abtastung der CD erfolgt kontaktlos über einen der Spur nachgeführten Laser-Interferenzdetektor von der spiegelnden Unterseite her. Die Geschwindigkeit, mit der die Daten eingelesen werden, hängt von der Drehzahl der CD ab; diese wird traditionellerweise so geregelt, dass eine vorgegebene Datenrate eingehalten wird. Die Datenspur hat eine konstante Bahngeschwindigkeit (engl. constant linear velocity, CLV). Dadurch ergibt sich bei nach außen fahrendem Abtastsystem eine Drosselung der Drehzahl. Bei Verfahren ähnlich der Analogschallplatte spricht man hingegen von konstanter Winkelgeschwindigkeit (CAV).
| Technische Angaben | Querschnitt einer Compact Disc mit Laserstrahlengang |
| --- | ---------------------------------------------------- |
| Wellenlänge: 780 nm (Vakuum) 503 nm (in der CD mit Brechungsindex 1,55) Numerische Apertur: 0,45 Durchmesser des Laserspots: 2,1 µm Spurabstand: 1,6 µm |                                                      |
| Fehler in quasi allen Darstellungen: Die Abtastlinse für CDs hat eine übliche Brennweite von ≈6 mm und schwebt damit reichlich 4 CD-Dicken über der Oberfläche. Bei DVD reduziert sich diese Brennweite auf ≈1,25 mm, das entspricht einer Flughöhe von 0,7 DVD-Dicken und bei einer Blu-ray auf ≈0,3 mm, das entspricht einer Flughöhe von 0,2 Blu-ray-Dicken. In dieser Darstellung sind es aber weniger als 0,04 CD-Dicken! |                                                      |

### Aufbau einer CD
| Merkmal       | CD (gelocht) | Loch      |
| ------------- | ------------ | --------- |
| Radius        | 60 mm        | 7,5 mm    |
| Durchmesser   | 120 mm       | 15 mm     |
| Umfang        | 377 mm       | 47,12 mm  |
| Randhöhe      | 1,2 mm       | 1,2 mm    |
| Abstandswulst | 0,2 mm       | –         |
| Fläche        | 111,33 cm²   | 1,77 cm²  |
| Volumen       | 13,360 cm³   | 0,212 cm³ |
| Masse         | ca. 16 g     | –         |

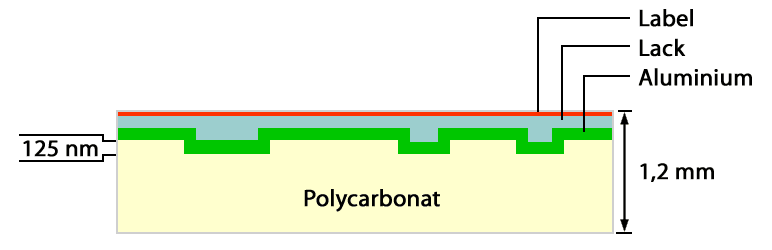
Schematischer Querschnitt einer CD

Bei einer CD werden Daten mit Hilfe einer von innen nach außen laufenden Spiralspur gespeichert (also umgekehrt als bei der Schallplatte). Die Spiralspur besteht aus Pits (Gruben) und Lands (Flächen), die auf dem Polycarbonat aufgebracht sind. Die Pits haben eine Länge von 0,833 bis 3,054 µm und eine Breite von 0,5 µm. Die Spiralspur hat etwa eine Länge von sechs Kilometern. Je nachdem, wie die CD erstellt wird, entstehen die Pits. Bei der industriellen Herstellung werden zunächst auf photochemischem Wege ein Glas-Master und darauf dann auf galvanischem Wege ein oder auch mehrere Stamper (Negativ) gefertigt. Anschließend wird damit in Replikationslinien per Spritzverfahren eine Polycarbonatscheibe geprägt und die Reflexions- und Schutzschicht angefügt.
Eine CD besteht demnach zum größten Teil aus Polycarbonat. Die Reflexionsschicht darüber besteht aus einer im Vakuum aufgedampften Aluminiumschicht.
Zwischen dem Aufdruck (Grafik und Text) und der Aluminiumschicht (Dicke der Reflexionsschicht: 50 bis 100 nm) befindet sich noch eine Schutzlackschicht, um das Aluminium vor äußeren Einflüssen zu schützen. Der Abschluss ist der Aufdruck, der mit dem Siebdruckverfahren (bis zu sechs Farben) aufgebracht wird. Alternativ kann hier auch das Offsetdruckverfahren eingesetzt werden.

#### Datenrate einer CD
| Geschwindigkeitsfaktor | Datenrate  |  | Geschwindigkeitsfaktor | Datenrate |
| ---------------------- | ---------- |  | ---------------------- | --------- |
| CD-Digital Audio       | ≈172 KiB/s |  |                        |           |
| 1-fach                 | 150 KiB/s  |  | 16-fach                | 2,4 MiB/s |
| 2-fach                 | 300 KiB/s  |  | 24-fach                | 3,6 MiB/s |
| 4-fach                 | 600 KiB/s  |  | 32-fach                | 4,8 MiB/s |
| 8-fach                 | 1,2 MiB/s  |  | 52-fach                | 7,8 MiB/s |

Der Datenstrom einer Audio-CD hat, wenn er dekodiert ist, eine Datenübertragungsrate von 176,4 kB/s (≈172,3 KiB/s). Bei üblichen Daten-CDs ist durch eine weitere Fehlerkorrektur-Ebene die Blockgröße geringer als bei Audio-CDs (2048 statt 2352 Bytes); daraus folgt bei gleicher Blockrate (75 pro Sekunde) eine Datenübertragungsrate von 153,6 kB/s (=150 KiB/s). Diese Datenübertragungsrate wird als einfache Geschwindigkeit bezeichnet. Die Geschwindigkeitsangaben bei CD-ROM-Laufwerken sind Vielfache dieser Datenübertragungsrate; siehe dazu auch nebenstehende Tabelle Datenübertragungsraten von CD-Laufwerken.
Daten-CDs können aufgrund der zusätzlichen Fehlerkorrektur-Ebene je nach verwendetem Laufwerk mit höheren Datenübertragungsraten gelesen werden, so dass viele Laufwerke ihre angegebene Geschwindigkeit nur bei Daten-CDs erreichen, mit Audio-CDs dagegen langsamer arbeiten.

#### CD-RW (Compact disc rewritable)
Ein CD-RW-Medium besitzt im Prinzip die gleichen Schichten wie ein CD-R-Medium. Die reflektierende Schicht ist jedoch eine Silber-Indium-Antimon-Tellur-Legierung, die im ursprünglichen Zustand eine polykristalline Struktur und reflektierende Eigenschaften besitzt. Beim Schreiben benutzt der Schreibstrahl seine maximale Leistung und erhitzt das Material punktuell auf 500 bis 700 °C. Das führt zu einer Verflüssigung des Materials. In diesem Zustand verliert die Legierung ihre polykristalline Struktur, nimmt einen amorphen Zustand an und verliert ihre Reflexionskraft. Der polykristalline Zustand des Datenträgers bildet die Gräben, der amorphe die Erhebungen. Das Abtastsignal beim Auslesen entsteht also nicht durch Auslöschung oder Verstärkung des Laser-Lichtes durch Überlagerung des reflektierten Lichtes mit dem ausgesendeten wie bei gepressten CDs (Interferenz), sondern wie bei beschreibbaren CDs durch gegebene oder nicht gegebene (bzw. schwächere) Reflexion des Laserstrahls. Zum Löschen des Datenträgers erhitzt der Schreibstrahl die – nur metastabilen – amorphen Bereiche mit niedriger Leistung auf etwa 200 °C. Die Legierung wird nicht verflüssigt, kehrt aber in den polykristallinen Zustand zurück und wird damit wieder reflexionsfähig.

### Lesevorgang

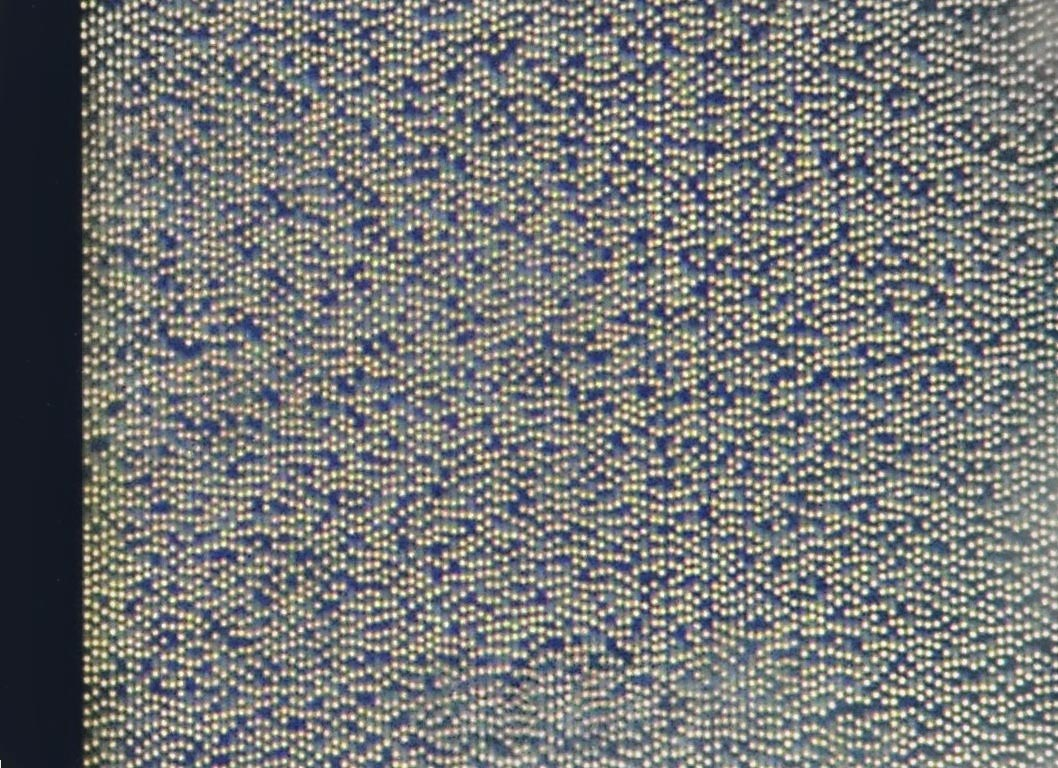
Lichtmikroskopische Aufnahme im Randbereich der Daten

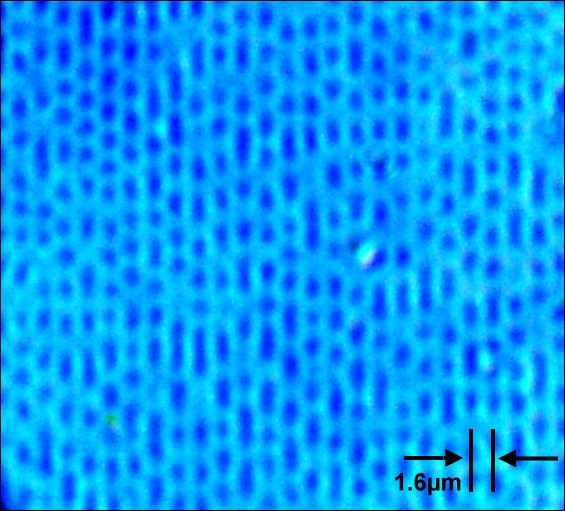
Mikroaufnahme von Pits und Lands einer CD

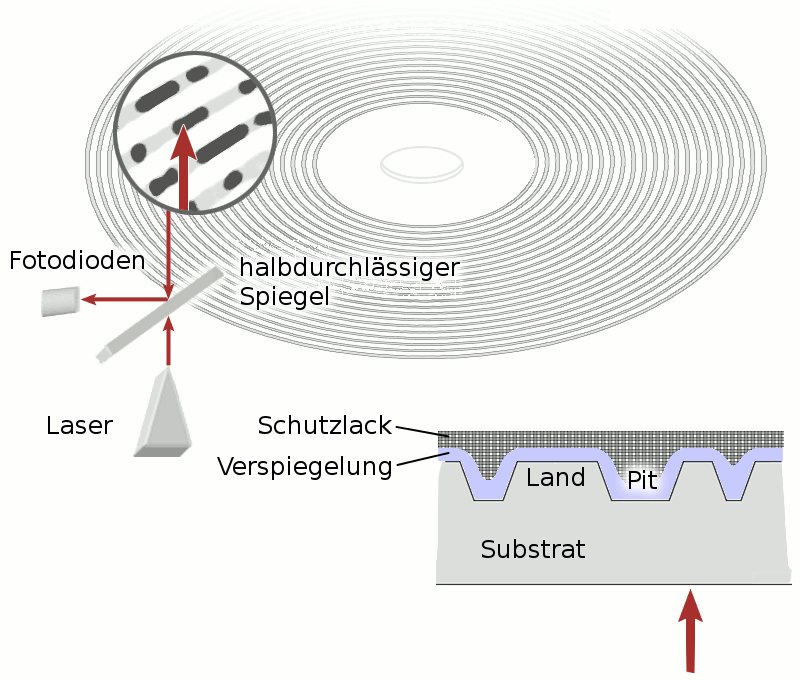
Auslesevorgang bei einer CD

Das Abtasten einer CD erfolgt mittels einer Laserdiode (Wellenlänge 780 nm), wobei die CD von unten gelesen wird. Der Laserstrahl wird an der CD reflektiert und mit einem halbdurchlässigen Spiegel in eine Anordnung mehrerer Fotodioden gebündelt. Die Fotodioden registrieren Schwankungen in der Helligkeit. Die Helligkeitsschwankungen entstehen teilweise aufgrund von destruktiver Interferenz des Laserstrahls mit sich selbst: Der Fokus des Laserstrahls ist etwa zwei- bis dreimal so groß wie die Breite eines Pits. Wird gerade ein Pit ausgelesen, dann wird der Laserstrahl teilweise vom Pit und teilweise vom umliegenden Land reflektiert. Dann kommen zwei Teilwellen zurück, die einen leicht unterschiedlichen Laufweg haben. Der Höhenunterschied zwischen Pit und Land ist so gewählt, dass der Laufzeitunterschied etwa eine halbe Wellenlänge beträgt (siehe auch Abschnitt „Funktionsweise“), so dass wegen destruktiver Interferenz die Intensität des reflektierten Lichts abnimmt. Zusätzlich wird bei den Pits ein Teil des Lichtes an dessen Kanten weggestreut. Die Fotodioden registrieren also auf den Pits eine reduzierte Helligkeit. Da die CDs von der Oberseite gepresst werden, sind die Pits (Vertiefungen) von der Unterseite her als Hügel zu erkennen.
Durch eine spezielle Lichtführung auf die Fotodioden, beispielsweise durch einen Astigmaten auf eine quadratische Anordnung von vier Fotodioden, können durch Differenzbildung der Signale unterschiedlicher Fotodioden neben dem Nutzsignal (Summe aller Signale) auch Stellgrößen für die Spurführung und den Fokus (richtigen Abstand zwischen CD und Leseoptik) ermittelt werden.
Die Optik mit dem Laser bewegt sich beim Abspielen vom ersten zum letzten Track – im Gegensatz zur Schallplatte – von innen nach außen. Außerdem hat die CD keine feste Winkelgeschwindigkeit (Umdrehungszahl); diese wird der momentanen Position des Lesekopfs angepasst, so dass die Bahngeschwindigkeit (CLV) und nicht, wie bei der Schallplatte, die Winkelgeschwindigkeit (CAV) konstant ist. Wenn der Lesekopf weiter außen auf der CD liest, wird die CD also langsamer gedreht. Auf diese Weise kann überall auf der CD mit voller Aufzeichnungsdichte gearbeitet werden, und es ist ein konstanter Datenstrom gewährleistet, wie er bei Audio-CDs benötigt wird. Im Red Book sind zwei verschiedene Geschwindigkeiten festgelegt, 1,2 m/s und 1,4 m/s. Somit sind entsprechend Spielzeiten von 74:41 Min. bzw. 64:01 Min., unter maximaler Ausnutzung aller Toleranzen 80:29 Min., möglich. Das entspricht einer Umdrehungsgeschwindigkeit von über 500 min−1 am Anfang der CD (innere Spuren bei 1,4 m/s) bis unter 200 min−1 am Außenrand der CD bei 1,2 m/s. Die Umdrehungsgeschwindigkeit wird durch einen Regelkreis anhand des Füllstandes eines FIFO-Puffers geregelt. Daher muss keine Umschaltung (weder manuell noch automatisch) je nach benutzter Linear-Geschwindigkeit erfolgen. Durch den genannten Puffer wirken sich Schwankungen der Drehzahl nicht auf die Wiedergabegeschwindigkeit aus.
Viele moderne CD-ROM-Laufwerke, ab etwa 32-facher Lesegeschwindigkeit, lesen Daten-CDs hingegen mit konstanter Umdrehungsgeschwindigkeit, um das zeitraubende Beschleunigen und Abbremsen der CD beim Hin- und Herspringen der Leseposition (aufgrund des notwendigen wahlfreien Zugriffs) zu vermeiden. Dadurch hängt bei Daten-CDs die Datenrate von der Position des Lesekopfes, also letztlich der Position auf der CD, ab. Die auf der Verpackung angegebene Geschwindigkeit ist üblicherweise die maximale, nicht die durchschnittliche.
Durch die mechanische Festigkeit der CD sind der Steigerung der Lesegeschwindigkeit durch Erhöhung der Umdrehungsgeschwindigkeit Grenzen gesetzt. Sogenannte „52-fach“-Laufwerke drehen die CD mit bis zu 10.000 min−1. Bei diesen Drehzahlen führen selbst kleinste Unwuchten der CD zu starken Vibrationen, die einerseits deutlich hörbar sind und zum anderen auf Dauer sowohl Laufwerk als auch Medium beschädigen können.

### Datenkodierung

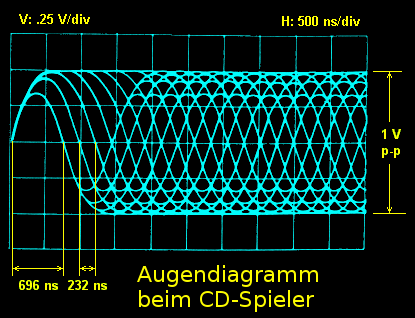
Augendiagramm des Signals des optischen Abtasters; die Eigenschaft der Kodierung, dass Pit und Land mindestens je die dreifache Länge einer Bitdauer (ca. 232 ns) haben, führt dazu, dass im Augendiagramm erst ca. 696 ns nach dem Triggerzeitpunkt (am linken Bildschirmrand) der frühestmögliche Nulldurchgang erfolgt. Zusammen mit der hier benutzten Triggerung auf lediglich die steigende Signalflanke führt dies dazu, dass die ersten „Augen“ erst nach dem dritten Kästchen zu erkennen sind.

Zur Aufzeichnung der Nutzdaten auf der CD müssen diese mit einer passenden Kanalkodierung (genauer: Leitungskodierung) kodiert werden, die den Eigenheiten des Speichermediums (hier also der optischen Abtastung und der Form und Größe der Pits) Rechnung tragen muss. Bei der CD ist das die sogenannte Eight-to-Fourteen-Modulation (EFM). Wenn sich die CD mit der richtigen Geschwindigkeit dreht, kommen die Kanalbits vom optischen Abtaster mit einer Frequenz von exakt 4,3218 Mbit/s, entsprechend einer Bitdauer von 231,385... ns. Die EFM stellt sicher, dass sich nach minimal 3 und nach maximal 11 Kanalbits die Polarität des ausgelesenen Signals ändert, dass also nach einer Eins zwei bis zehn Nullen im differenzierten Signal folgen. Das geschieht, wenn der Laser in der Spur einen Übergang von einer Vertiefung (pit) zu einem Abschnitt ohne Vertiefung (land) passiert oder umgekehrt.
Der Hintergrund ist folgender: Die Abschnitte mit Vertiefungen bzw. ohne Vertiefungen müssen lang genug sein, damit der Laser die Veränderung erkennen kann. Würde man ein Bitmuster direkt auf den Datenträger schreiben, würden bei einem alternierenden Signal (1010101010101010…) falsche Werte ausgelesen, da der Laser den Übergang von 1 nach 0 beziehungsweise von 0 nach 1 nicht verlässlich auslesen könnte bzw. diese Übergänge gar nicht erst in der notwendigen Feinheit in Kunststoff ‚gepresst‘ werden könnten. Somit ermöglicht die EFM die hohe Datenrate. Das klingt zunächst widersprüchlich, da sie das Signal von 8 auf 14 Bit aufbläht, also rechnerisch die Datenmenge erhöht. Hinzu kommen noch weitere 3 Füllbits (Merging Bits), die so gewählt werden, dass die oben erwähnte Forderung, dass sich alle 3 bis 11 Bitdauern die Polarität ändert, auch zwischen den 14-Bit-Symbolen erfüllt wird. Aber durch diese Modulation kann die Datenrate so hoch gewählt werden, dass unmodulierte Daten gar nicht mehr in pits und lands aufgelöst werden könnten; ein pit kann nicht kürzer sein als seine Breite (600 nm), trotzdem kann die Länge auch in Bruchteilen der eigenen Breite (ca. 278 nm bei 1,2 m/s) variieren – diese Tatsache wird durch die Kodierung ausgenutzt. Sie ist mithin eine Designentscheidung, die (unter anderem) für die Spieldauer verantwortlich ist. Weiterhin wird durch die Kodierung dafür gesorgt, dass das Signal der Fotodioden keinen Gleichanteil enthält; dadurch wird die Signalverarbeitung wesentlich vereinfacht.

### Fehlerkorrektur und -verdeckung
Damit sich Kratzer und Produktionsfehler nicht negativ auf die Lesbarkeit der Daten auswirken, sind die Daten mittels Reed-Solomon-Fehlerkorrektur gesichert, so dass Bitfehler erkannt und korrigiert werden können. Weiterhin sind aufeinanderfolgende Datenbytes per Interleaving auf eine größere Länge verteilt. Der Cross Interleaved Reed-Solomon-Code (CIRC) ist dadurch in der Lage, einen Fehler von bis zu 3500 Bit (das entspricht einer Spurlänge von etwa 2,4 mm) zu korrigieren und Fehler von bis zu 12000 Bit (etwa 8,5 mm Spurlänge) bei der Audio-CD zu verdecken. Bei der Verdeckung wird der Fehler nicht korrigiert, sondern es wird versucht, ihn unhörbar zu machen, zum Beispiel über eine Interpolation. Falls der Datenträger von der Unterseite sehr stark verkratzt ist, ist er nur eingeschränkt oder nicht mehr lesbar.

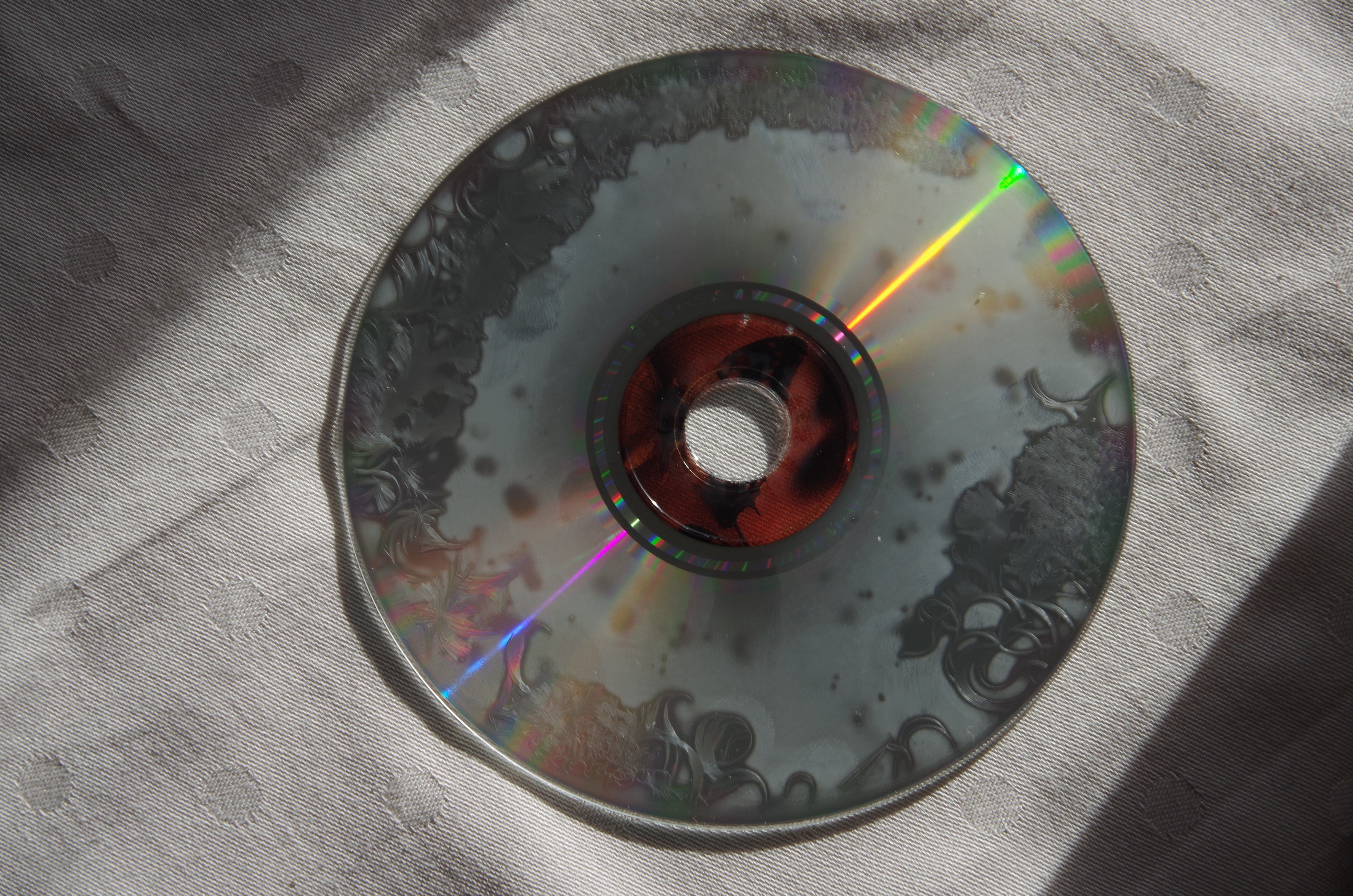
Im Laufe der Zeit können sich CDs zersetzen. Trotz der starken Zersetzung waren hier noch zwei Minuten abspielbar.

Man unterscheidet zwischen C1- und C2-Fehlern. C1-Fehler geben singuläre Einzelfehler an (beispielsweise kleine Kratzer), C2 größere Blockfehler, welche von der ersten Korrekturstufe nicht mehr korrigiert werden konnten. Die Fehler vom Typ C1 können nur von wenigen Laufwerken gemeldet werden, zum Beispiel von auf Plextor oder Lite-On basierenden mit spezieller Software (Cdrtools, Plextools, k-probe, Nero DiscSpeed und QPxTool). C2-Fehler können von den meisten Laufwerken bestimmt werden, und es gibt Software für sogenannte C2-Scans, zum Beispiel readcd, Nero CD-Speed oder CD-Doctor.
Informationen, die sich aus C1- oder C2-Fehlern ableiten lassen, geben Auskunft über den Zustand der optischen Datenträger (beeinflusst durch Alterung, Kratzer etc.), über die prinzipielle Lese- oder Brennqualität eines optischen Laufwerks in Abhängigkeit von der Geschwindigkeit (beispielsweise über eine C2-Statistik vieler Medien) und über die Qualität von frisch gebrannten Medien für eine langfristige Datenspeicherung (große C1-/C2-Werte nach dem Brennen weisen auf eine nur begrenzte langfristige Datensicherheit hin). Ein Problem ist, dass sich die Fehlerursachen nur schwer oder gar nicht trennen lassen. So kann beispielsweise ein Rohlingstyp, der mit einem spezifischen Brenner schlechte Werte erzielt, mit einem anderen Brenner-Typ trotzdem gute Ergebnisse erreichen. Außerdem lassen sich die C2-Informationen verwenden, um beim Übertragen von Audiomaterial auf einen Computer auf die Güte zu schließen, mit der Audiodaten von CD ausgelesen wurden. Dadurch können kritische Stellen ggf. erneut gelesen werden bzw. andersherum das erneute Lesen auf die kritischen Stellen eingeschränkt werden.
Bei der Interpretation für Medien gilt, dass neue CDs maximal 250 C1-Fehler pro Sekunde und keine C2-Fehler aufweisen sollten. Ein häufiges Auftreten von C2-Fehlern kann ein Indikator für eine fortschreitende Alterung des Mediums darstellen. Zur Datensicherung empfiehlt sich ein Umkopieren auf ein neues Medium. Eine solche Datensicherung sollte auch sofort nach dem Kauf von Medien erfolgen, die mit einem „Kopierschutz“-Mechanismus ausgestattet sind („Un-CDs“), da diese meist absichtlich mit weit über 250 C1-Fehlern pro Sekunde produziert werden und daher schon eine geringe Menge sonst harmloser Kratzer solche Medien unlesbar machen kann. Ferner ist die Verwendung eines Reparatursprays oder von Schleif- und Poliergeräten möglich, um eine beschädigte CD oder DVD zu retten. Zufriedenstellende Ergebnisse können jedoch nicht in jedem Fall garantiert werden.

## CD-Formate

### Physische Formate

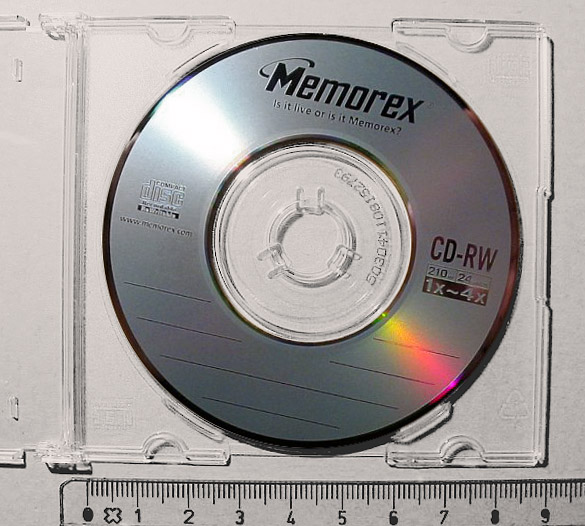
Mini-CD

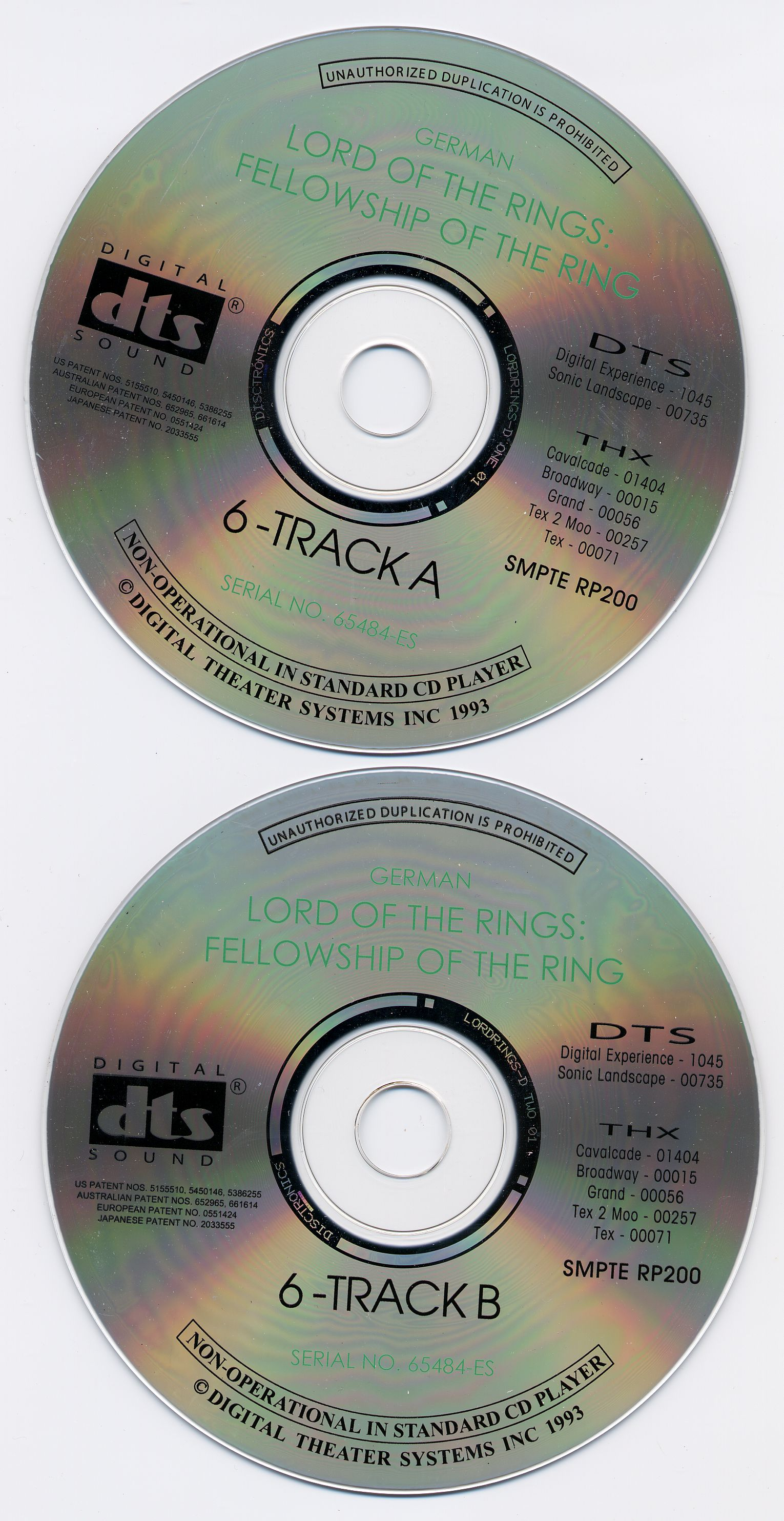
DTS-CDs von „Herr der Ringe“

CDs gibt es in zwei verschiedenen Größen, am weitesten verbreitet ist die Version mit einem Durchmesser von 120 mm und 15 Gramm Gewicht, seltener die Mini-CD mit einem Durchmesser von 80 mm und 30 % der Speicherkapazität bei einem Gewicht von 6,7 Gramm.
Daneben gibt es auch CDs, die eine andere Form als eine runde Scheibe haben. Diese sogenannten Shape-CDs fanden aber aufgrund von Abspielproblemen (Unwucht, kein Einzug in Slot-Laufwerke) nur eine geringe Verbreitung.
Die ersten CD-Verpackungen erlaubten die Beilage eines Booklets. Das Jewelcase genannte Format war 142 mm breit, 125 mm hoch und 10 mm dick. Weitere gängige Verpackungstypen leiteten sich davon ab.

### Übliche Größen
| Typ / Bezeichnung      | Durch- messer in cm | Anzahl Sektoren | Speicherkapazität      | Speicherkapazität      | Speicherkapazität      | Speicherkapazität      | Speicherkapazität      |
| Typ / Bezeichnung      | Durch- messer in cm | Anzahl Sektoren | Daten 2048 Byte/Sektor | Daten 2048 Byte/Sektor | Audio 2352 Byte/Sektor | Audio 2352 Byte/Sektor | Audio 2352 Byte/Sektor |
| Typ / Bezeichnung      | Durch- messer in cm | Anzahl Sektoren | in MB                  | in MiB                 | in MB                  | in MiB                 | in Minuten             |
| ---------------------- | ------------------- | --------------- | ---------------------- | ---------------------- | ---------------------- | ---------------------- | ---------------------- |
| Visitenkarten-CD       | ?                   | ?               | ≈ 20–110               | ≈ 19–105               | ?                      | ?                      | 5                      |
| Mini-CD                | 8                   | 94.500          | ≈ 194                  | ≈ 185                  | ≈ 222                  | ≈ 212                  | 23                     |
| „540 MB“               | 12                  | 283.500         | ≈ 581                  | ≈ 554                  | ≈ 667                  | ≈ 636                  | 63                     |
| normale CDs / „650 MB“ | 12                  | 333.000         | ≈ 682                  | ≈ 650                  | ≈ 783                  | ≈ 747                  | 74                     |
| „700 MB“               | 12                  | 360.000         | ≈ 737                  | ≈ 703                  | ≈ 847                  | ≈ 807                  | 80                     |
| „800 MB“               | 12                  | 405.000         | ≈ 829                  | ≈ 791                  | ≈ 953                  | ≈ 908                  | 90                     |
| „900 MB“               | 12                  | 445.500         | ≈ 912                  | ≈ 870                  | ≈ 1.048                | ≈ 999                  | 99                     |

Die Format-Spezifikationen der Audio-CD (kurz CD-DA), bekannt als „Red Book“-Standard, wurde von dem niederländischen Elektronikunternehmen Philips entworfen. Philips besitzt auch das Recht der Lizenzierung des „Compact Disc Digital Audio“-Logos. Die Musikinformationen werden in 16-Bit-Stereo (Quantisierung mit 216 = 65.536 Stufen) und einer Abtastrate von 44,1 Kilohertz gespeichert.
Die Spezifikationen der CD-ROM sind im „Yellow Book“-Standard festgelegt. Ein plattformübergreifendes Dateisystem der CD-ROM wurde von der ISO im Standard ISO 9660 festgeschrieben. Sein Nachfolger lautet UDF.
Es gibt verschiedene Möglichkeiten, Audio-CD-Inhalte und CD-ROM-Inhalte auf einer Scheibe zu kombinieren. Die einfachste Möglichkeit ist, einen Datentrack mit dem CD-ROM-Inhalt als ersten Track auf die CD zu bringen (Mixed Mode CD, von einigen Herstellern auch Enhanced CD genannt). Dem inzwischen praktisch nichtigen Vorteil, dass der CD-ROM-Teil auch in ausschließlich Single-Session-fähigen CD-ROM-Laufwerken gelesen werden kann, steht der vergleichsweise große Nachteil der Sichtbarkeit dieses Datentracks für normale Audio-CD-Spieler entgegen, insbesondere da manche ältere CD-Spieler die CD-ROM-Daten fälschlich als Audio-Daten interpretieren. Die unbeabsichtigte Wiedergabe der Nicht-Audio-Daten führt im Ergebnis je nach Lautstärke zu ohrenbetäubendem und die Lautsprecher gefährdenden Krach.
Als Weiterentwicklung wurde der Datentrack mit einer Index-Position von 0 versehen, wodurch dieser nicht ohne Weiteres vom CD-Spieler angefahren wird (i-Trax). Das Audiomaterial beginnt, wie bei einfachen Audio-CDs, an Index-Position 1 von Track 1. (Problematisch für die Abspielkompatibilität könnte die Tatsache sein, dass innerhalb des Tracks der Modus von CD-ROM Mode 1 auf Audio wechselt.)
Inzwischen werden zu diesem Zwecke praktisch ausschließlich Multisession-CDs benutzt – die Audio-Daten liegen in der ersten Session, während die CD-ROM-Daten in einer zweiten Session enthalten sind, die nicht von Audio-CD-Spielern gelesen wird (CD-Extra, CD-Plus). Natürlich wird für den CD-ROM-Teil ein multisessionfähiges CD-ROM-Laufwerk benötigt.
Eine Mischform ist die CD+G (CD+Graphics). Diese CD stellt zeitgleich zur Musik grafische Daten, wie beispielsweise den Liedtext, auf einem Bildschirm dar. Häufigste Anwendung dieses Formats ist Karaoke. In einem normalen CD-Spieler ist die CD+G als normale Audio-CD abspielbar. Auf speziellen Geräten (in jüngerer Zeit auch auf einigen DVD-Spielern) ist zur Musik auch die Grafik auf dem Bildschirm sichtbar. Die zusätzlichen Daten sind im Subcode der CD gespeichert, d. h., sie sind im Gegensatz zum Inhalt von Datentracks nicht ohne weiteres für ein Betriebssystem sichtbar.
Deutlich häufiger anzutreffen sind dagegen CDs mit CD-Text. Dabei werden im Subcode der CD (meistens im Lead-in) zusätzliche Informationen gespeichert, beispielsweise Titel und Künstler. Diese Informationen werden dann von geeigneten Geräten während des Abspielens der CD angezeigt.
Weitere CD-Formate sind:
- CD-i
- CDTV
- Kodak Photo CD
- Kodak Picture CD
- Fujicolor CD
- ImageCD
- Video-CD

Daneben gibt es noch sogenannte HDCD-CDs. Diese sind mit echten 20-Bit-Musik-Information kodiert (anstatt mit 16) und sollen in Verbindung mit entsprechenden CD-Playern besser klingen. HDCD-CDs sind vollständig kompatibel mit „normalen“ CD-Spielern.
Weiterentwicklungen der CD sind die DVD-Audio und die Super Audio Compact Disc (SACD). DVD-Medien bieten wesentlich größere Speicherkapazitäten von 4,7 (eine Schicht) bis 8,5 Gigabyte (zwei Schichten). Der Hauptvorteil ist dabei nicht eine längere Spielzeit, sondern dass die Audiodaten im 5.1-Soundformat vorliegen. Während die Super-Audio-CD und DVD-Audio ausschließlich für Audiodaten verwendet werden, sind bei der DVD verschiedene Datenarten möglich (DVD Data, DVD-Video, DVD-Audio, DVD-ROM, DVD+/-R(W)). Allerdings hat sich die DVD im Audiobereich nicht durchgesetzt.
Eine von Sony weiterentwickelte Variante der CD war die Double Density Compact Disc (DDCD). Die Speicherkapazität beträgt das Doppelte der Speicherkapazität der 640-MB-CD. Sie war in zwei Varianten erhältlich (eine beschreibbare DDCD-R und eine wiederbeschreibbare DDCD-RW), konnte sich jedoch nicht gegen die DVD durchsetzen.
Eine weitere von Sony entwickelte Variante ist die Blu-spec CD, die 2008 im Markt eingeführt wurde.
Das CD-Videoformat ist (im Gegensatz zur Video-CD) keine Compact Disc, sondern eine LV/LD (Bildplatte) mit analogen Videodaten und digitalen Audio-Daten.

## Kopierschutz
Die CD-Standards sehen keinen Kopierschutz vor, da zur Zeit ihrer Festlegung Anfang der 1980er Jahre noch nicht absehbar war, dass in näherer Zukunft beschreibbare digitale Speichermedien mit der nötigen Datenkapazität für den Endverbraucher erschwinglich sein würden. Es blieb nur die qualitativ schlechtere und nicht beliebig wiederholbare Analogkopie auf Audiokassetten, die sich technisch nicht verhindern lässt und ebenso wie bei Schallplatten in Kauf genommen wurde. Das Aufkommen von CD-Brennern, Festplatten mit immer größerem Speicherinhalt, Kompressionsverfahren wie etwa MP3 und Internet-Tauschbörsen hatte diese Situation in den 1990er Jahren entscheidend geändert.
Ab 2001 wurden in Deutschland auch Medien im Format der CD verkauft, die einen Kopierschutz enthalten, welcher das digitale Auslesen der Audiodaten (und damit das Kopieren der Daten) verhindern sollte. Diese wurden zwar teils ebenfalls als Audio-CD bezeichnet, entsprechen aber nicht den Bestimmungen des Red Book und sind daher in diesem Sinne keine echten Audio-CDs. Diese CDs werden daher auch als „Un-CDs“ (Nicht-CDs) bezeichnet.
Der Kopierschutz wurde realisiert, indem Fehler oder eine zweite fehlerhafte Session eingebracht werden. Auch Abweichungen vom Red-Book-Standard kamen vor, aber eher selten. Diese Fehler sollten bewirken, dass sich die Scheiben zwar in Audio-CD-Spielern, aber nicht mehr in dem CD-Laufwerk eines PCs abspielen lassen, welche seinerzeit für das Kopieren genutzt wurden. Manche CD-Laufwerke und die meisten DVD-Laufwerke ließen sich davon aber nicht beeinflussen und konnten die Daten trotzdem lesen, wodurch diese Idee des „Kopierschutzes“ vielfach ihren Zweck verfehlte.
Hinzu kam, dass die Fehler auf der „kopiergeschützten“ CD Probleme auf zahlreichen normalen Audio-CD-Spielern und vielen Autoradios mit integrierter CD-Einheit verursachten. Diese konnten diese Medien entweder gar nicht oder nur teilweise abspielen; in Einzelfällen entstanden sogar ernsthafte Hardware-Defekte, etwa wenn die Firmware des CD-Spielers abstürzte und sich das Medium nicht mehr auswerfen ließ. Außerdem litten unter Umständen die Tonqualität und die Lebensdauer des Abspielgerätes unter dem Kopierschutz. Das von Sony Music verwendete XCP konnte auch das Windows-Betriebssystem kompromittieren.
Seit dem 1. November 2003 sind die Hersteller in Deutschland durch § 95d UrhG gesetzlich verpflichtet, kopiergeschützte Medien als solche zu kennzeichnen. Solchen Kennzeichnungen ist jedoch kaum zu entnehmen, welche Probleme im Einzelfall mit Autoradios, MP3-CD-Spielern, DVD-Spielern und anderen Geräten auftreten können.
Da der Kopierschutz in der Praxis kaum wirksam war, immer wieder zu Problemen beim Abspielen führte, häufig Lizenzgebühren kostete und auch eine teilweise Kaufzurückhaltung zur Folge hatte, verschwand ab ca. 2009 das Konzept „kopiergeschützte CD“ wieder vom Markt.

## Herstellerangaben und Produktionsstätten

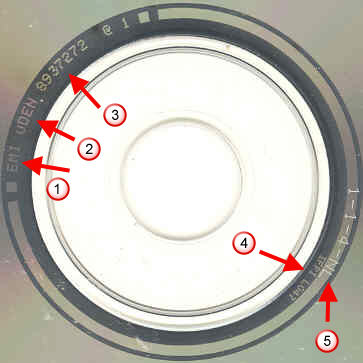
Rückseite einer handelsüblichen Compact Disc mit verschiedenen Identifizierungs-merkmalen
1 = Label (hier EMI)
2 = CD-Presswerk (hier Uden)
3 = Katalog-Nr. (hier 8937272)
4 = IFPI-Kennung (hier L047)
5 = Ländercode (hier NL für Niederlande)

Die meisten CDs sind auf dem Innenring der Abtastseite mit Angaben zum Hersteller, dem Produktionsland (zum Beispiel Made in Germany by EDC, Made in France by PDO oder Mastered by DADC Austria) und weiteren Kennungen (zum Beispiel Katalog-Nr., IFPI-Kennung, Source Identification Code (SID)) versehen. Diese Identifizierungsmerkmale befinden sich i. d. R. auf einem etwa 5 mm breiten Kreis (dem Spiegel) und sind mit dem bloßen Auge nur schwer zu erkennen.
Gerade für Sammler von CDs sind solche Hinweise teilweise sehr wichtig, da man daran zum einen die legal hergestellte CD von einer Schwarzkopie unterscheiden und zum anderen „Sonderpressungen“ erkennen kann. Oft werden CDs eines Interpreten mit gleichem Inhalt in verschiedenen Ländern produziert. Die Auflagen können unterschiedlich hoch und dementsprechend wertvoll für Sammler und Fans sein.

## Beschreibbare CDs

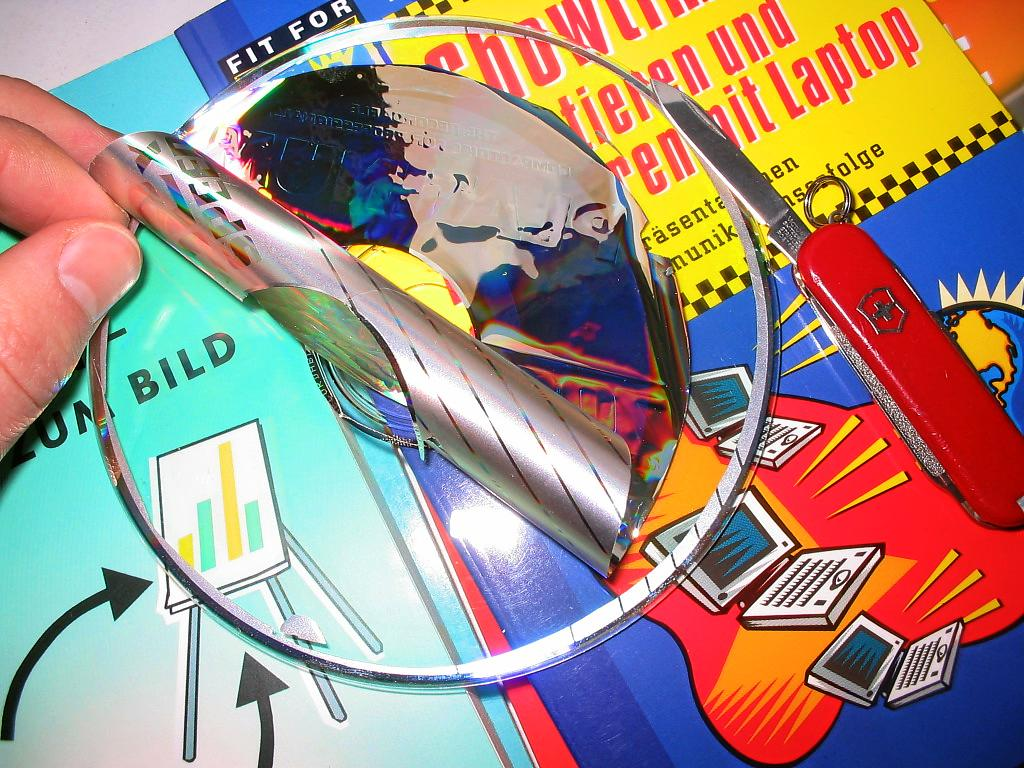
Datenschicht eines Rohlings

Beschreibbare CDs gibt es in einer einmal beschreibbaren Variante (CD-R: CD recordable) und in einer mehrfach wiederbeschreibbaren Variante (CD-RW: CD rewritable). Während die Reflexionseigenschaften einer CD-R denen einer normalen CD nahezu gleichen und diese somit auch in älteren CD-Laufwerken gelesen werden können sollte, ist das Lesekopf-Ausgangssignal einer CD-RW weitaus schwächer, so dass diese Medien nur von entsprechend ausgestatteten (neueren) Laufwerken bzw. Spielern gelesen werden können.
Zum Beschreiben einer CD kann kein gewöhnlicher CD-Spieler benutzt werden. Es ist ein sogenannter „CD-Brenner“ (bzw. ein CD-Rekorder) notwendig. CD-Brenner können CDs nicht nur beschreiben, sondern auch lesen. Daher sind reine CD-ROM-Lesegeräte für Computer inzwischen praktisch vom Markt verschwunden.
Das ISO-9660-Dateiformat einer CD-ROM gestattet keine nachträglichen Änderungen. Außerdem können beschreibbare CDs – im Gegensatz zu Festplatten – nicht blockweise beschrieben werden. Deshalb muss erst ein Speicherabbild angelegt werden, das eine exakte Kopie der auf die CD zu brennenden Daten enthält. Dieses Abbild kann dann (als eine Spur) in einem Durchgang auf die CD „gebrannt“ werden. Dafür sind spezielle CD-Brennprogramme nötig. Aktuelle Brennprogramme beherrschen das Erstellen des Abbildes „on-the-fly“, das heißt, das ISO-Abbild wird während des Schreibens erzeugt.
Allerdings kann man, solange die CD nicht abgeschlossen („finalisiert“) wurde, mit einem weiteren Schreibvorgang nachträglich in einem weiteren Track (das heißt normalerweise in einer weiteren Session) der CD ein neues Dateisystem erzeugen. Die Verzeichnisse dieses neuen Dateisystems können auch auf Dateien in den älteren Tracks referenzieren. Da beim normalen Betrieb immer das Dateisystem des letzten Tracks benutzt wird, ist es so möglich, Dateien hinzuzufügen, umzubenennen, zu „löschen“ und zu „überschreiben“. Natürlich kann der belegte Platz nicht erneut benutzt werden. Mit spezieller Software (zum Beispiel IsoBuster unter Windows oder ISO Master unter Linux) kann auch auf die älteren Dateisysteme zugegriffen werden, das heißt, die „gelöschten“ Dateien bzw. die älteren Versionen „überschriebener“ Dateien sind damit noch erreichbar (Multisession-CD).
Alternativ können die Dateisysteme in den Tracks einer CD (analog zu Partitionen einer Festplatte) als unterschiedliche virtuelle Laufwerke betrachtet werden (Multivolume-CD). Dieses Verfahren wurde zum Beispiel beim klassischen Mac OS in den Versionen 8 und 9 eingesetzt, ist jedoch sonst kaum verbreitet.
CD-RWs können theoretisch blockweise beschrieben werden. Das muss auch vom CD-Brenner unterstützt werden. Da das auf CD-ROMs verwendete ISO-9660-Dateiformat keine nachträglichen Änderungen an Dateien unterstützt, wurde dafür ein eigenes Dateisystem namens UDF eingeführt, das auch auf DVDs verwendet wird. Dieses Format erlaubt es, wie zum Beispiel bei einer Diskette, direkt Dateien auf der CD zu speichern.

## Labelaufdruck

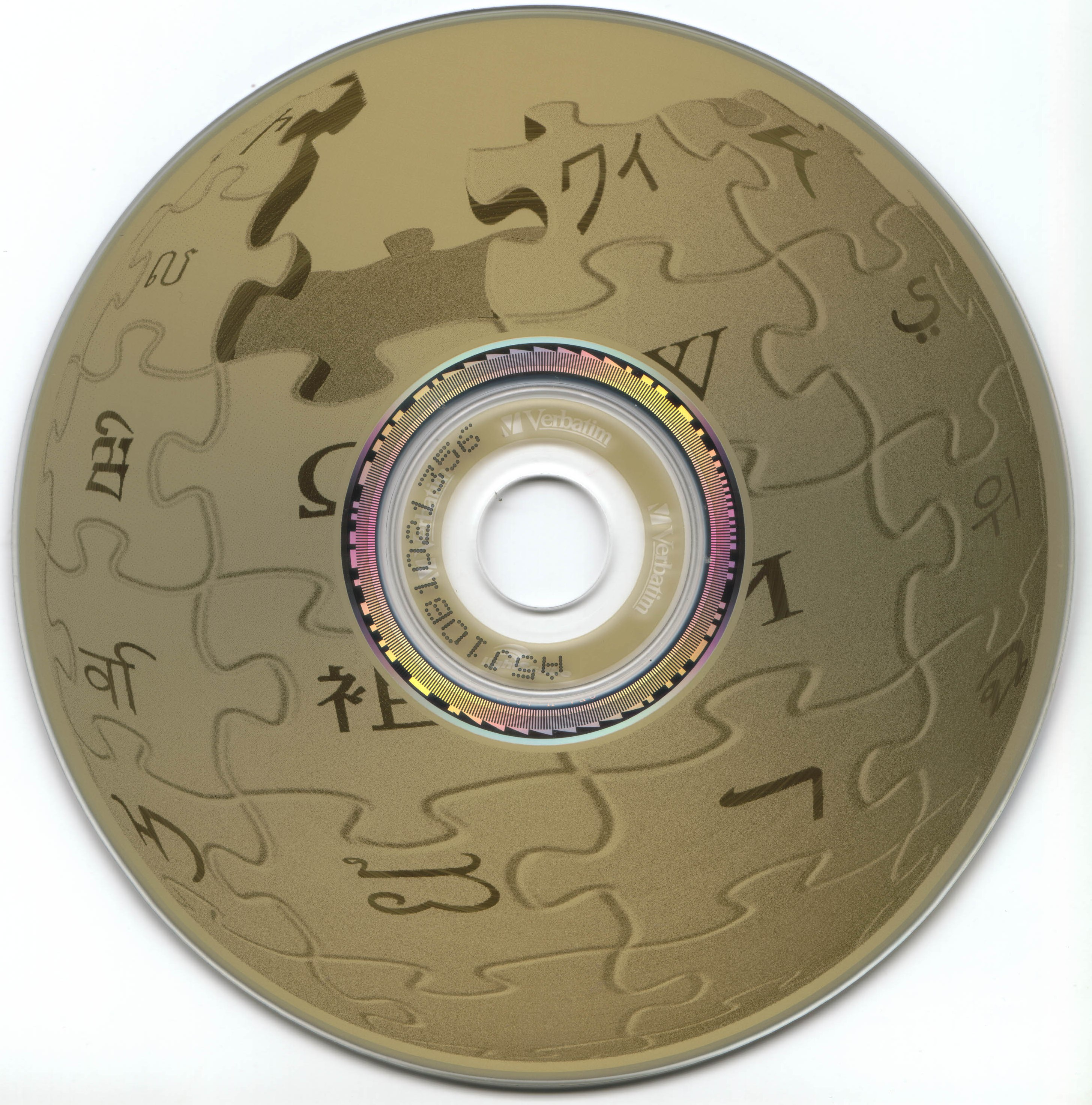
Mit LightScribe beschriftete CD

Für den Labelaufdruck bei der CD stehen, ebenso wie bei der DVD, verschiedene Drucktechniken zur Auswahl:
- Siebdruck: Im Siebdruck sind bis zu sechs Labelfarben möglich, es können Schmuckfarben (HKS oder Pantone) gewählt werden. Siebdruck ist derzeit die gängigste Variante, um CDs oder DVDs zu bedrucken, wird aber mehr und mehr vom Offsetdruck verdrängt. Siebdruck ist geeignet für gepresste CDs und DVDs, auch Rohlingsbedruckung ist möglich. Beim Siebdruck sind die Farben sehr brillant.
- Trockenoffsetdruck: Im Trockenoffset sind vier Labelfarben möglich (CMYK), kombiniert mit Siebdruck bis zu sechs (CMYK im Offset, zusätzlich weiße Vollfläche und eine Schmuckfarbe im Siebdruck). Auf Grund der höheren Auflösung verglichen mit Siebdruck ist Offsetdruck ideal für fotorealistische Darstellungen. Seit Anfang 2004 ist Offsetdruck nicht nur für gepresste CDs und DVDs, sondern auch für CD-Rohlinge und DVD-Rohlinge möglich.
- Thermotransferdruck: Bei diesem Druckverfahren wird mit einem speziellen Drucker Farbe von einem speziellen Farbband durch punktuelles Erhitzen mit einem Druckkopf auf die CD oder DVD übertragen. Technisch bedingt ist dieses Druckverfahren eher für Schriften und Logos geeignet. In der Praxis wird es bei kleinen Auflagen (selbst gebrannte CDs und DVDs) angewendet.
- Thermoretransferdruck: Der Thermoretransferdruck ist die Weiterentwicklung des Thermotransferdrucks. Das Labelmotiv wird im Thermotransfer-Druckverfahren auf ein Übertragungsband gedruckt und davon dann eine Folie auf die CD aufgebracht. Durch diese Technik ist eine bessere Auflösung möglich. So kann bereits bei Kleinauflagen ein fotorealistischer Druck erreicht werden.
- Tintenstrahldruck: Einige Hersteller bieten Rohlinge mit papierähnlich beschichteter Oberfläche an. Derartige Rohlinge, die meistens mit „printable“ o. ä. bezeichnet werden, können in geeigneten Tintenstrahldruckern mit recht ansehnlichen Ergebnissen vollfarbig bedruckt werden. Fotorealistische Bildwiedergabe ist die Regel.
- LightScribe-Verfahren: Bei diesem Verfahren brennt der Laser eines LightScribe-fähigen CD-Brenners auf die Vorderseite entsprechender Rohlinge eine beliebige Graustufengrafik, die mittels entsprechender Software entworfen und an den Brenner übertragen wird. Der Brennvorgang dauert etwa 15 Minuten. Neuerdings sind auch farbige Rohlinge vorhanden.
- Labelflash: Alternative DVD-Beschriftungsmethode
- DiscT@2: CD-R-Beschriftungsmethode

## Umweltschutz
Die Compact Disc besteht hauptsächlich aus dem wertvollen Kunststoff Polycarbonat. Ein sortenreines Recycling lohnt sich zwar nicht für die Herstellung neuer Compact Discs, jedoch kann der sehr hochwertige Rohstoff in der Medizin, der PC- und der Autoindustrie verwendet werden. Verschiedene Firmen bieten Sammelsysteme an. Dabei werden Sammelbehälter kostenlos bereitgestellt. Sammelstellen (zum Beispiel Betriebe oder Kommunen) haben somit keinerlei Risiko, sondern müssen nur eine entsprechende Fläche für den Sammelbehälter vorhalten. Die Deutsche Telekom nimmt eigene CDs in ihren Shops zurück, AOL-CDs können unfrei an AOL gesendet werden.

## Vernichtung der Daten
Da eine CD auch vertrauliche Daten enthalten kann, muss es sichere Verfahren geben, um diese Daten vor der Entsorgung unleserlich zu machen, sei es, weil die Daten nicht mehr benötigt werden oder weil sie gelöscht werden müssen.

### Ineffektive Verfahren
- Bemalen ist praktisch wirkungslos, selbst mit wasserfesten Filzstiften wie einem Edding, da die Spurrillen beim Bemalen erhalten bleiben und nur gering beschädigt werden. Mit speziellen Reinigungsmitteln kann die Farbschicht entfernt werden, dabei werden die Spurrillen nur geringfügig beschädigt. Festes Aufdrücken mit einem Bunt-, Bleistift oder Kugelschreiber kann aber die Datenschicht teilweise beschädigen.
- Zerkratzen auf der Unterseite ist, wenn die Kratzer nicht sehr tief sind, nahezu wirkungslos. Selbst bei vielen und tiefen Kratzern können mit Spezialprogrammen und -werkzeugen oft beachtliche Teile der Daten wiederhergestellt werden. Zerkratzen auf der Oberseite hilft, aber auch dort können nicht zerkratzte Teilbereiche mit speziellen Verfahren noch gelesen werden.
- Zerschneiden ist ebenfalls recht wirkungslos, da die großen Stücke recht gut ausgewertet werden können, dies wird aber umso schwieriger, je kleiner die Stücke sind.

### Effektive Verfahren
- CD-Brenner – Seit einiger Zeit bieten diverse Hersteller von CD-Brennern auch Zusatzfunktionen (Smart-Erase) in den Laufwerken an, mit denen ein bereits beschriebenes CD-R-Medium erneut „überbrannt“ werden kann, um die darauf gespeicherten Daten endgültig zu vernichten. Das funktioniert nicht mit gepressten CDs. Sicheres Löschen auf wiederbeschreibbaren CDs ist mit jedem CD-Brenner durch einfaches Überschreiben der Daten möglich.[20]

- Zerbrechen (evtl. mit Hammer) ist eine relativ sichere Methode, wobei die Sicherheit umso höher ist, je kleiner die Teile sind. Es besteht aber Verletzungsgefahr für Hände und Augen durch umherfliegende scharfkantige Polycarbonatsplitter, weshalb man eine Schutzbrille und Handschuhe tragen und die CD in einen Umschlag oder Beutel stecken oder in Wasser legen sollte.
- Schreddern – Für extrem sensible Daten existieren spezielle CD-Schredder, die CDs und andere optische Datenträger in so kleine Stücke häckseln, dass die Datenträger als zuverlässig vernichtet gelten können, wobei die Recyclingfähigkeit des Datenträgers erhalten bleibt.[21] Auch manche herkömmliche Papierschredder können CDs zerkleinern. Die Tauglichkeit eines bestimmten Modells für diesen Zweck ist der Gebrauchsanweisung zu entnehmen.
- Reiben – Man reibt die Labelseite der CD solange an einer rauen Fläche (z. B. einer Raspel, einem Ziegelstein o. Ä.), bis die CD vollständig durchsichtig und dadurch unbrauchbar ist.
- Mikrowellenherd oder Verbrennen – funktioniert sowohl bei gepressten als auch bei selbstgebrannten CDs. Dabei wird die Metallschicht aufgrund der Hitzeentwicklung durch die elektromagnetischen Wellen bzw. des Feuers zerstört. Dieses Verfahren ist im Grunde sehr effektiv und im Notfall durchaus geeignet, allerdings entstehen dabei gesundheitsschädliche Dämpfe. Darüber hinaus besteht die Gefahr eines Brandes.[22]
- Verätzen – Dabei wird die CD in eine starke Säure oder Base gelegt. Der Vorteil ist, dass die Datenschicht praktisch unlesbar wird, und eine Wiederherstellung der CD als extrem aufwendig gilt und nur in Bruchstücken möglich wäre. Allerdings sind das Material (Säure/Base und spezielles Gefäß sowie Werkzeug) und das Verfahren kostenintensiv und bedürfen Sicherheitsvorkehrungen wie Augenschutz und Abzug.